# علي باشا المرزيفوني
علي باشا المرزيفوني (بالتركية: Merzifonlu Çalık Hacı Ali Paşa)‏ كان الصدر الأعظم للدولة العثمانية في الفترة ما بين 23 مارس 1692 حتى 17 مارس 1693. تولى منصب قبطان باشا البحرية العثمانية (أدميرال). تُوفي في 18 مايو 1632 بمدينة كاندية.

## أنظر أيضا
- قائمة قباطين البحر العثمانيين.
- قائمة الصدور العظام للدولة العثمانية.